# Ананіас
Ананіас (порт. Ananias Eloi Castro Monteiro; нар. 20 січня 1989, Сан-Луїс — пом. 28 листопада 2016, Ла-Уніон) — бразильський футболіст, що грав на позиції нападника. У гравця було прізвисько «Ананьєста», через схожу позицію на полі і манери гри з чемпіоном світу у складі збірної Іспанії Андресом Іньєстою. Загинув в авіакатастрофі Avro RJ85 над Колумбією.

## Ігрова кар'єра
Народився в Сан-Луїсі (штат Мараньян). Випускник «Баїї», в цьому клубі він дебютував на професійному рівні в 2007 році в першості штату Баїя. У 2011 році він був відданий на два роки в оренду «Португезі Деспортос».
З 2013 по 2015 рік права на футболіста належали «Крузейру», але за «лис» він зіграв лише три матчі в чемпіонаті штату, в основному виступаючи на правах оренди за інші команди — «Палмейрас», «Спорт Ресіфі» і «Шапекоенсе». З останнім клубом він в грудні 2015 року підписав повноцінний контракт. Разом з «Шапе» виграв чемпіонат штату Санта-Катаріна, а також дійшов до першого в історії клубу фіналу міжнародного турніру — Південноамериканського кубка. Саме гол на чужому полі Ананіаса у ворота «Сан-Лоренсо» в півфіналі турніру вивів команду у вирішальну стадію змагання.
28 листопада 2016 року Ананіас загинув у авіакатастрофі під Медельїном разом з практично всім складом і тренерським штабом клубу в повному складі, який летів на перший фінальний матч ПАК-2016 із «Атлетіко Насьйоналем».

## Титули та досягнення
- Чемпіон штату Санта-Катаріна (1): 2016
- Чемпіон штату Пернамбуку (1): 2014
- Володар Кубка штату Баїя (1): 2007
- Перемога Серії B Бразилії (2): 2011, 2013
- Володар Кубка Нордесте (1): 2014
- Володар Південноамериканського кубка (1): 2016 (посмертно, на прохання суперників[11])